# Aermacchi AM.3
Die Aermacchi AM.3 ist ein vom italienischen Hersteller Aermacchi in Zusammenarbeit mit der Firma Aerfer gebautes Flugzeug.

## Historie
Jeder der beiden Kooperationspartner baute eine Vorserienmaschine, das von Aermacchi gefertigte Exemplar startete am 12. Mai 1967 zum Erstflug, die Maschine von Aerfer folgte am 22. August 1968.
Gebaut wurde die ursprünglich dreisitzige und als AM.3C bezeichnete Maschine in der Hoffnung, dass sich das italienische Heer für diese Maschine als Nachfolger der bisher als Beobachtungs- und Verbindungsflugzeug eingesetzten Cessna L-19 entscheiden würde.
Ihrer Aufgabe entsprechend verfügt die Maschine über eine großflächige Rundumverglasung. Zwei Besatzungsmitglieder finden im vorderen Teil der Kabine nebeneinander Platz, die AM.3C verfügt über eine Doppelsteuerung. Hinter den Vordersitzen befindet sich ein Einzelsitz, der jedoch problemlos entfernt werden kann, um zusätzlichen Stauraum zu schaffen.
Letztendlich blieb jedoch zunächst der erhoffte Serienauftrag des italienischen Militärs aus, da es sich für das Konkurrenzmodell SIAI-Marchetti SM.1019 entschieden hatte.
Trotzdem wurde ein dritter Prototyp gefertigt, diesmal mit einem von Piaggio in Lizenz gefertigten Lycoming-Boxermotor statt des Continental GTSIO-520-C, der die beiden ersten Prototypen angetrieben hatte.
Im September 1970 kam es schließlich auf Grund einer Bestellung der Luftwaffe Südafrikas zu einer Serienproduktion. Die Maschinen, speziell für die Belange Südafrikas modifiziert, erhielten die Bezeichnung Aermacchi AM.3CM „Bosbok“ (Buschbock). Diese Version waren Zweisitzer mit serienmäßigen Vorrichtungen für Außenlasten, da die Bosbok auch als leichtes Erdkampfflugzeug eingesetzt werden sollte. Insgesamt 40 Maschinen wurden bis Dezember 1975 ausgeliefert. Außerdem wurden drei Aermacchi AM.3 an die Luftwaffe Ruandas geliefert.

## Aufbau
Bei der Aermacchi AM3.C handelt es sich um einen einmotorigen Hochdecker in Ganzmetallbauweise. Der Rumpf besteht in Gemischtbauweise aus teils blechbeplankten, teils kunststoffverkleideten Chrom-Molybdän-Rohren. Die durch Schnellverschlüsse mit dem Rumpf verbundenen Tragflächen werden jeweils mit einer Strebe am Rumpf abgestützt, das Leitwerk ist freitragend ausgeführt.
Das nicht einziehbare Fahrwerk besteht aus zwei öl-/luftgefederten Stoßdämpfern und einem lenkbaren Heckspornrad.

## Militärische Nutzer
Ruanda
 Südafrika

## Technische Daten
| Aermacchi AM.3C                           | |
| Kenngröße                                 | Daten |
| Länge                                     | 8,73 m |
| Höhe                                      | 2,72 m |
| Flügelspannweite                          | 12,64 m |
| Flügelfläche                              | 20,26 m² |
| Leergewicht                               | 1.080 kg |
| Max. Fluggewicht (bewaffnet)              | 1.700 kg |

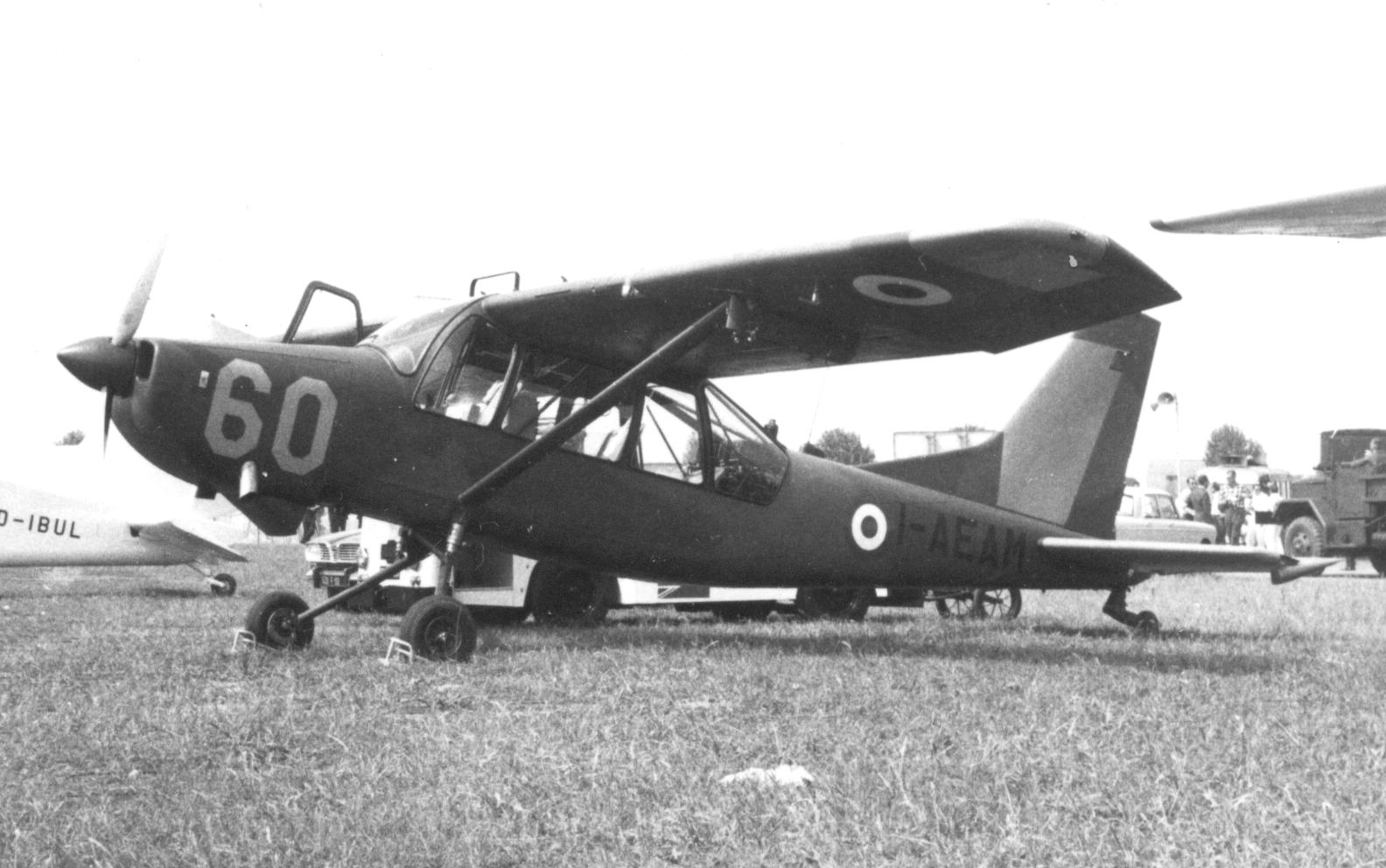
Aermacchi-AM.3-Prototyp I-AEAM bei der Luftfahrtmesse in Paris 1967

| Antrieb                                   | ein luftgekühlter Piaggio-Lycoming GSO-480B1B6 6-Zylinder-Boxermotor mit einer Leistung von 254 kW (345 PS)                                                 |
| Höchstgeschwindigkeit in ca. 2.450 m Höhe | 278 km/h |
| Reisegeschwindigkeit in ca. 2.450 m Höhe  | 246 km/h |
| Reichweite                                | 990 km |
| Dienstgipfelhöhe                          | 8.400 m |
| Start-/Landestrecke                       | 85 m/66 m |
| Bewaffnung                                | Außenlasten bis 170 kg oder zwei 7,62-mm-MG oder eine General Electric Minigun oder sechs 70-mm-Raketen oder eine Panzerabwehrrakete oder eine 113-kg-Bombe |
| Besatzung                                 | max. 3 |